# Hart van Inkt
Hart van Inkt is een boek geschreven door de Duitse schrijfster Cornelia Funke. Het boek werd bekroond met een Zilveren Griffel en is het eerste deel van een trilogie: het tweede deel heet Web van Inkt, het laatste Nacht van Inkt. In 2008 kwam Inkheart uit, een verfilming van het boek.

## Inhoud
Het verhaal gaat over een meisje, Meggie. Haar vader, Mortimer (Mo) Folchart, heeft een bijzondere gave. Hij kan personages uit een boek tot leven brengen door eruit voor te lezen. Jaren geleden heeft hij zo een aantal boeven uit het boek Hart van Inkt tot leven gelezen en Meggies moeder is toen verdwenen. Op een nacht verschijnt er een man, Stofvinger, die waarschuwt voor Capricorno, een man die op zoek is naar dit boek. Hij wil dat Meggies vader een van de misdadigers die in Hart van Inkt is achtergebleven ook naar deze wereld leest.
Meggie en haar vader vertrekken halsoverkop naar een rijke tante van Mo, Elinor, om een exemplaar van het boek te vinden. Maar Capricorno zoekt hen en weet hen te vinden en Mo wordt ontvoerd naar een verlaten dorp in Italië. Meggie wil haar vader opsporen en het boek omruilen voor Mo's vrijheid. Maar wanneer ze bij Capricorno komen, pakt hij het boek af en sluit Meggie en Elinor op in de cel waar ook Mo in zit. En dan vertelt Mo aan Meggie over zijn bijzondere gave en dat Capricorno wil dat hij nog een paar volgelingen voor hem uit het boek leest.
Maar Mo, Meggie, Stofvinger en Elinor kunnen ontsnappen en Elinor gaat terug naar haar huis. Mo, Meggie en Stofvinger gaan naar Fenoglio, de schrijver van het boek, want misschien heeft hij er nog een exemplaar van. Dit blijkt niet zo te zijn en Capricorno heeft alle boeken op één na verbrand.
Wanneer Mo Elinor ophaalt, komen twee van Capricorno's mannen en ontvoeren Meggie en Fenoglio. Terug in de cel in het dorp van Capricorno ontdekt Meggie dat ze dezelfde gave heeft als haar vader, maar Capricorno komt hier ook achter. Hij wil nu dat Meggie voor hem dingen uit boeken leest. Maar Meggie vertikt het.
Dan komen Meggie en Fenoglio op een idee. Als ze het einde van het verhaal veranderen, zouden de personages weer in het boek kunnen gaan. Ze testen het uit en het werkt. Ze willen dat ook bij Capricorno's mannen doen, en ze willen Capricorno zelf laten sterven. Fenoglio schrijft de tekst. Op een avond moet Meggie voorlezen, alles lukt en Capricorno sterft. Mo ziet Meggie weer terug en een dienstmeid van Capricorno blijkt Meggies moeder te zijn. Darius, die dezelfde gave als Mo en Meggie heeft, maar het niet zo goed kan, had haar in opdracht van Capricorno terug uit Hart van Inkt gelezen.